# Джеральдін Вісванатан
Джеральді́н Інді́ра Вісвана́тан (англ. Geraldine Indira Viswanathan МФА: [ˌvɪswəˈnɑːθən]; нар. 20 червня 1995) — австралійська акторка. Привернула увагу виконанням ролі Кайли у фільмі «Секс-контроль» 2018 року, за який Refinery29 назвав її «зіркою прориву фільму». Вісванатан знялася у фільмі про дорослішання «Хала» 2019 року, а також у «Бездоганному». Також зіграла повторювану роль в австралійському серіалі «Джанет Кінг» і в комедійній антології каналу TBS «Чудотворці».

## Раннє життя
Батько Джеральдін, Суреш Вісванатан (Вішванатхан), є лікарем, який працює в ядерній медицині та має тамільське походження. Її мати, Аня Райт, походить зі Швейцарії і була вихована своїм батьком, який був режисером і артистом балету. Райт колись була актрисою-початківцем та відвідувала школу музичного театру в Лондоні, перш ніж вийти заміж і оселитись в австралійському Ньюкаслі. Тепер вона художниця.
Вісванатан росла із молодшою сестрою. З дитинства відчувала глибоку любов до коней та інших тварин. Вона відвідувала Школу театрального мистецтва Гантера в Ньюкаслі, де навчалася в театральному класі.
У віці 15 років Вісванатан та її родина провели деякий час у Лос-Анджелесі, Каліфорнія, де вона пройшла процес пошуку менеджера з надією отримати ролі в Disney та Nickelodeon.
У 2015 році Вісванатан увійшла до короткого списку стипендій Гіта Леджера. Вона планувала вступити до університету, щоб вивчати міжнародні науки та медіа, але замість цього вирішила зосередитися на акторській кар'єрі в США.

## Кар'єра
У віці чотирьох років Вісванатан знялася в телевізійній рекламі Kodak. У 2016 році вона з'явилася в мюзиклі «Emo the Musical» і поїхала в Лос-Анджелес для свого першого пілотного сезону. У 2017 році Вісванатан приєдналася до акторського складу драматичного серіалу ABC «Джанет Кінг» у ролі Бонні.
Колись Вісванатан була читцем у кімнатах кастингу, зокрема брала участь у процесі кастингу в Австралії для серіалу «Шалено багаті азійці».
Її великий прорив стався у 2018 році, коли акторку взяли на роль у фільмі «Секс-контроль». Того ж року її взяли на роль у фільмі Netflix «Прилад» і драматичному фільмі «Хала», який був представлений на кінофестивалі «Санденс». «Голлівуд-репортер» включив її до свого списку «Талант наступного покоління» як одну з «20 зірок, що сходять серед блокбастерів і відкриттів для маленьких екранів, які струшують індустрію».
У 2019 році Вісванатан отримала роль в антологічному серіалі «Чудотворці». У 2019 році зіграла Рейчел Бхаргава у фільмі «Бездоганний» (або «Погана освіта»), який заснований на реальній історії скандалу з розкраданням фінансів. За цей фільм актриса отримала визнання критиків на Міжнародному кінофестивалі в Торонто та дві номінації на премію «Еммі».
Вісванатан знялася у фільмі «Галерея розбитих сердець», який мав вийти в прокат влітку 2020 року, але був перенесений на вересень через пандемію COVID-19. У фільмі вона грає головну роль Люсі Гуллівер, молодої асистентки в галереї Вулфа в Нью-Йорку, яка намагається відмовитися від минулих стосунків. Говорячи про фільм, Вісванатан зазначила, що їй пощастило представляти на екрані темношкірих дівчат, і оцінила те, що мати її героїні у фільмі блондинка і дуже схожа на справжню мати акторки.
У шостому сезоні мультсеріалу «Кінь БоДжек» Вісванатан озвучила студентку театральної школи Тоні, найкращу подругу зведеної сестри БоДжека, Голлігок.
У жовтні 2021 року її взяли на роль у психологічному трилері «Мишоловка», заснованому на оповіданні «Cat Person» Крістен Рупеніан, опублікованому у 2017 році в тижневику «Нью-Йоркер».
У січні 2022 року Вісванатан отримала роль Маї у фільмі «Плюшева бульбашка» режисерів Крістін Ґор і Деміана Кулаша.
У січні 2024 року отримала роль у фільмі «Громовержці» з кіновсесвіту Marvel, замінивши в цій ролі, яку раніше виконував Айо Едебірі. Вихід фільму запланований на 2 травня 2025 року.

## Фільмографія

### Кінематограф
| Рік  | Назва                    | Оригінальна назва         | Роль               | Примітки                           |
| ---- | ------------------------ | ------------------------- | ------------------ | ---------------------------------- |
| 2015 |                          | Moose                     | Люсі               | короткометражний                   |
| 2015 |                          | Big Bad World             | Неха               | короткометражний                   |
| 2016 |                          | Spice Sisters             |                    | короткометражний                   |
| 2016 | Мюзикл Емо               | Emo the Musical           | Джамалі            |                                    |
| 2016 |                          | All Out Dysfunktion!      | Віззі              |                                    |
| 2017 |                          | Dirt Tin                  | Крістал            | короткометражний                   |
| 2017 |                          | At Night                  | Софія              | короткометражний                   |
| 2018 | Секс-контроль            | Blockers                  | Кайла Маннес       |                                    |
| 2018 | Прилад                   | The Package               | Беккі Абеляр       |                                    |
| 2019 | Хала                     | Hala                      | Хала Масуд         | Премія Hollywood Creative Alliance |
| 2019 | Бездоганний              | Bad Education             | Рейчел Бхаргава    |                                    |
| 2020 | Галерея розбитих сердець | The Broken Hearts Gallery | Люсі Гуллівер      |                                    |
| 2021 | Сім днів                 | 7 Days                    | Рита               |                                    |
| 2021 | Ліга монстрів            | Rumble                    | Вінні Койл (голос) |                                    |
| 2023 | Мишоловка                | Cat Person                | Тейлор             |                                    |
| 2023 | Плюшева бульбашка        | The Beanie Bubble         | Мая                |                                    |
| 2024 | Лялі їдуть далі          | Drive-Away Dolls          | Меріан             |                                    |
| 2024 | Сердечно запрошуємо Вас  | You're Cordially Invited  |                    |                                    |
| 2025 | Громовержці              | Thunderbolts*             | Мел                |                                    |

### Телебачення
| Рік       | Назва              | Оригінальна назва               | Роль                                                                                                   | Примітки                     |
| --------- | ------------------ | ------------------------------- | --- | ---------------------------- |
| 2015      |                    | Lost Angels                     | Сара                                                                                                   |                              |
| 2017      | Проблема 2000 року | The Y2K Bug                     | Еддісон                                                                                                | Епізод «High School River»   |
| 2017      | Джанет Кінг        | Janet King                      | Бонні Махеш                                                                                            | Повторювана роль (3-й сезон) |
| 2018      |                    | Nippers of Dead Bird Bay        | | Епізод: «The Riff Raff»      |
| 2019-2023 | Чудотворці         | Miracle Workers                 | Еліза Гантер (сезон 1); Еллі Гівнокряк (сезон 2); Пруденс Абердін (сезон 3); Фрея Ексальтада (сезон 4) | Головний акторський склад    |
| 2019-2020 | Кінь БоДжек        | BoJack Horseman                 | Тоні (голос)                                                                                           | Повторювана роль (6-й сезон) |
| 2021      |                    | Saturday Morning All Star Hits! | Лотті Вулф                                                                                             | 3 епізоди                    |
| 2022      |                    | Three Busy Debras               | Оповідачка (голос)                                                                                     | 8 епізодів                   |